# 高崎一郎のオールナイトニッポン
高崎一郎のオールナイトニッポン（たかさきいちろうのオールナイトニッポン）は、ニッポン放送の深夜番組「オールナイトニッポン」で1967年10月 - 1969年9月に放送されていたラジオ番組。

## 概要
1967年より、現在も放送されている長寿番組『オールナイトニッポン』、その初代のひとつ。他には糸居五郎、斉藤安弘、今仁哲夫、高岡尞一郎、常木建男らが担当した。
1968年にはパーソナリティの高崎一郎自身が、ラジオ関西の深夜番組をきっかけとして近畿地方で密かなブームになっていた『帰って来たヨッパライ』のことを聞き付け「この曲が面白い」としてこの番組でかけたところ、たちまちのうちに全国に大きな反響が広がり、また他の曜日のパーソナリティも一緒になって盛り上がり、東芝音楽工業から発売されたシングル盤は280万枚以上といわれる売り上げを記録した。

## パーソナリティ
- 高崎一郎 （ニッポン放送プロデューサー）

## 放送時間
- 毎週土曜日 25:00 - 29:00 （日曜未明1:00 - 5:00）※1967年10月～1969年9月

| オールナイトニッポン 土曜 | オールナイトニッポン 土曜                                 | オールナイトニッポン 土曜 |
| ------------------------- | --------------------------------------------------------- | ------------------------- |
| -                         | 高崎一郎のオールナイトニッポン 土曜 25:00 - 29:00高崎一郎 | 次担当宮田統樹(代行)      |